# Bakustulama
Bakustulama is een bestuurslaag in het regentschap Belu van de provincie Oost-Nusa Tenggara, Indonesië. Bakustulama telt 3271 inwoners (volkstelling 2010).